# Grylloblatta
Grylloblatta é um género de insecto da família Grylloblattidae.
Este género contém as seguintes espécies:
- Grylloblatta chirurgica